# Ronde van Spanje 1985
| Eindklassement      |                      |             |
| Algemeen klassement | Pedro Delgado        | 95h 58' 00" |
| Tweede              | Robert Millar        | + 0' 36"    |
| Derde               | Francisco Rodríguez  | + 0' 46"    |
| Vierde              | Pello Ruiz Cabestany | + 1' 51"    |
| Vijfde              | Fabio Parra          | + 3' 40"    |
| Zesde               | Eric Caritoux        | + 6' 08"    |
| Zevende             | Reimund Dietzen      | + 6' 36"    |
| Achtste             | Álvaro Pino          | + 7' 41"    |
| Negende             | Sean Kelly           | + 7' 52"    |
| Tiende              | José Luis Navarro    | + 8' 56"    |
| Puntenklassement    | Sean Kelly           | 223 punten  |
| Tweede              | Pello Ruiz Cabestany | 132 punten  |
| Derde               | Francisco Rodríguez  | 100 punten  |
| Bergklassement      | José Luis Laguía     | 85 punten   |
| Tweede              | Robert Millar        | 69 punten   |
| Derde               | Francisco Rodríguez  | 64 punten   |

De 40e editie van de Ronde van Spanje werd gehouden in 1985 en duurde van 23 april tot 12 mei. Er stonden 170 renners aan de start, verdeeld over 10 ploegen. In totaal 101 renners bereikten de eindstreep in Salamanca. Er werd gestart met een proloog in Valladolid, gewonnen door de Nederlander Bert Oosterbosch, die daarmee meteen de leiderstrui kreeg, maar deze na twee dagen moest overdragen aan de dan nog jonge Miguel Indurain.
Deze ronde werd gewonnen door de Spanjaard Pedro Delgado van de MG Orbea ploeg, vooraf getipt als een der favorieten, samen met twee andere Spanjaarden Faustino Rupérez en Pello Ruiz Cabestany. Andere favorieten waren Sean Kelly, Eric Caritoux, Peter Winnen en Gianbattista Baronchelli.
Op het podium werd Delgado vergezeld door de Brit Robert Millar en de Colombiaan Francisco Rodríguez, beiden waren geëindigd binnen één minuut van de winnaar. Delgado veroverde de leiding in het klassement pas in de voorlaatste etappe op de Brit Robert Millar.
De Spaanse ploeg Zor-Gemeaz won het ploegenklassement in 287h 57' 06"
- Aantal ritten: 19 + proloog
- Totale afstand: 3474,0 km
- Gemiddelde snelheid: 36,147 km/h

## Belgische en Nederlandse prestaties

### Belgische etappezeges
- Eddy Planckaert won de tweede etappe in Zamorra en de vierde etappe in Lugo.
- Fons De Wolf won en de negende etappe in Balneario de Panticosa.

### Nederlandse etappezeges
- Bert Oosterbosch won de proloog in Valladolid en droeg tevens twee dagen de leidierstrui.

## Etappe-overzicht
| Etappe  | Datum    | Van - naar                          | Km  | Etappewinnaar            | Klassementsleider    |
| ------- | -------- | ----------------------------------- | --- | ------------------------ | -------------------- |
| Proloog | 23 april | Valladolid (ITT)                    | 5,6 | Bert Oosterbosch         | Bert Oosterbosch     |
| 1       | 24 april | Valladolid Zamora                   | 177 | Eddy Planckaert          | Bert Oosterbosch     |
| 2       | 25 april | Zamora – Ourense                    | 262 | Sean Kelly               | Miguel Indurain      |
| 3       | 26 april | Ourense - Santiago de Compostela    | 197 | Gianbattista Baronchelli | Miguel Indurain      |
| 4       | 27 april | Santiago de Compostela - Lugo       | 162 | Eddy Planckaert          | Miguel Indurain      |
| 5       | 28 april | Lugo - Oviedo                       | 238 | Federico Echave          | Miguel Indurain      |
| 6       | 29 april | Oviedo - Lagos de Covadonga         | 145 | Pedro Delgado            | Pedro Delgado        |
| 7       | 30 april | Cangas de Onís - Alto Campoo        | 190 | Antonio Agudelo          | Pello Ruiz Cabestany |
| 8       | 1 mei    | Aguilar de Campoo - Tabacalera      | 224 | Ángel Camarillo          | Pello Ruiz Cabestany |
| 9       | 2 mei    | Tabacalera - Balneario de Panticosa | 253 | Fons De Wolf             | Pello Ruiz Cabestany |
| 10      | 3 mei    | Sabiñánigo - Tremp                  | 209 | Sean Kelly               | Robert Millar        |
| 11      | 4 mei    | Tremp – Andorra                     | 124 | Francisco Rodríguez      | Robert Millar        |
| 12      | 5 mei    | Andorra - Pal (ITT)                 | 16  | Francisco Rodríguez      | Robert Millar        |
| 13      | 6 mei    | Andorra – Sant Quirze del Vallès    | 193 | José Ángel Sarrapio      | Robert Millar        |
| 14      | 7 mei    | Valencia - Benidorm                 | 201 | José Recio               | Robert Millar        |
| 15      | 8 mei    | Benidorm - Albacete                 | 208 | Sean Kelly               | Robert Millar        |
| 16      | 9 mei    | Albacete - Alcalá de Henares        | 252 | Isidro Juárez            | Robert Millar        |
| 17      | 10 mei   | Alcalá de Henares (ITT)             | 43  | Pello Ruiz Cabestany     | Robert Millar        |
| 18      | 11 mei   | Alcalá de Henares - Segovia         | 200 | José Recio               | Pedro Delgado        |
| 19      | 12 mei   | Segovia - Salamanca                 | 175 | Vladimir Malakov         | Pedro Delgado        |